# Grup de l'arrojadita
El grup de l'arrojadita és un grup de minerals de la classe dels fosfats amb la fórmula general: A₂E₂CaNa2+xM13R(PO₃OH)1-x(PO₄)11W₂, on: A designa un catió divalent gran (Ba, Sr, Pb) més una vacant, o dos cations monovalents (K, Na); E denota un catió divalent petit (Fe, Mn, Mg) més una vacant, o dos cations Na; M és un catió bivalent petit (Fe, Mn, Mg), la identitat del qual defineix el nom de l'arrel: Fe, arrojadita o Mn, dickinsonita; R és un catió trivalent petit (Al, Fe) i W és un ió hidròxid o fluor. El grup està format per onze espècies minerals aprovades per l'Associació Mineralògica Internacional: arrojadita-(BaFe), arrojadita-(BaNa), arrojadita-(KFe), arrojadita-(KNa), arrojadita-(PbFe), arrojadita-(SrFe), dickinsonita-(KMnNa), fluorarrojadita-(BaFe), fluorarrojadita-(BaNa), fluorcarmoïta-(BaNa) i manganoarrojadita-(KNa).
| Espècie                 | Fórmula                                           |
| ----------------------- | ------------------------------------------------- |
| Arrojadita-(BaNa)       | (Ba◻)(NaNa)Ca(Na₂◻)Fe2+ 13Al(PO₄)11(PO₃OH)(OH)₂   |
| Arrojadita-(KFe)        | (KNa)(Fe2+◻)Ca(Na₂◻)Fe2+ 13Al(PO₄)11(PO₃OH)(OH)₂  |
| Arrojadita-(KNa)        | (KNa)(NaNa)Ca(Na₂◻)Fe2+ 13Al(PO₄)11(PO₃OH)(OH)₂   |
| Arrojadita-(PbFe)       | (Pb◻)(Fe2+◻)Ca(Na₂◻)Fe2+ 13Al(PO₄)11(PO₃OH)(OH)₂  |
| Arrojadita-(SrFe)       | (Sr◻)(Fe2+◻)Ca(Na₂◻)Fe2+ 13Al(PO₄)11(PO₃OH)(OH)₂  |
| Dickinsonita-(KMnNa)    | (KNa)(Mn2+◻)Ca(Na₂Na)Mn2+ 13Al(PO₄)11(PO₃OH)(OH)₂ |
| Fluorarrojadita-(BaFe)  | (Ba◻)(Fe2+◻)Ca(Na₂◻)Fe2+ 13Al(PO₄)11(PO₃OH)F₂     |
| Fluorarrojadita-(BaNa)  | (Ba◻)(NaNa)Ca(Na₂◻)Fe2+ 13Al(PO₄)11(PO₃OH)F₂      |
| Fluorcarmoïta-(BaNa)    | (Ba◻)(NaNa)Ca(Na₂◻)Mg13Al(PO₄)11(PO₃OH)F₂         |
| Manganoarrojadita-(KNa) | (KNa)(NaNa)Mn2+(Na₂◻)Fe2+ 13Al(PO₄)11(PO₃OH)(OH)₂ |
| Sigismundita            | (Ba◻)(Fe2+◻)Ca(Na₂◻)Fe2+ 13Al(PO₄)11(PO₃OH)(OH)₂  |

Segons la classificació de Nickel-Strunz, els minerals del grup de l'arrojadita pertanyen a "08.BF: Fosfats, etc. amb anions addicionals, sense H₂O, amb cations de mida mitjana i gran, (OH, etc.):RO₄ < 0,5:1» juntament amb la samuelsonita, la grifita i la nabiasita.
Els membres d'aquest grup han estat trobats en jaciments de tots els continents del planeta, excepte a l'Antàrtida, tot i no teactar-se d'espècies gens habituals. Als territoris de parla catalana ha estat descrita l'arrojadita-(KFe) en dos indrets: els camps de pegmatites de Cotlliure, una vila de la comarca del Rosselló, a la Catalunya del Nord, i al Cap de Creus, a l'Alt Empordà.